# Baarle
| | Baarle-Nassau    | Baarle-Hertog    |
| --- | ---------------- | ---------------- |
| Baarles placering ved grænsen mellem Holland og Belgien                                                                |                  |                  |
| Land | Holland          | Belgien          |
| Provins | Noord-Brabant    | Antwerpen        |
| Kommune | Baarle-Nassau    | Baarle-Hertog    |
| Areal | 76,30 km²        | 7,48 km²         |
| Befolkning | 6.668            | 2.592            |
| Befolkningstæthed | 87/km²           | 347/km²          |
| Husnummerskilte |                  |                  |
| Hjemmeside | baarle-nassau.nl | baarle-hertog.be |
| Kort over Baarle: De hvide områder tilhører Baarle-Nassau (Holland). De gule områder tilhører Baarle-Hertog (Belgien). |                  |                  |

51°26′N 4°55′Ø / 51.433°N 4.917°Ø
Baarle er en by som er delt mellem Holland og Belgien. Byens hollandske dele hedder Baarle-Nassau og udgør en kommune i provinsen Noord-Brabant i det sydlige Holland. Byens belgiske dele hedder Baarle-Hertog og udgør en kommune i provinsen Antwerpen i Flandern. Baarle-Hertog består geografisk af 22 belgiske enklaver i Holland, men inden i disse enklaver ligger 7 enklaver som tilhører Baarle-Nassau. Desuden ligger en enkelt hollandsk enklave direkte i Belgien. Nogle huse ligger delvist i begge lande. Der bruges i disse tilfælde en "voordeurregel" (hollandsk: "fordørsregel") som siger at adressen regnes til det land som husets fordør er placeret i. Husnummer-skiltene har et flag, så man kan se hvilket land huset ligger i.

## Historie
Grænsedragningen gemmem byen blev aftalt mellem landene ved Maastrichttraktaten af 1843 som fastlagde grænsen mellem Holland og Belgien.

## Enklaver i Baarle

### Belgiske enklaver
Disse tilhører Baarle-Hertog Kommune og er omgivet af Baarle-Nassau Kommune.
| Nummer og navn | Areal (ha) | Noter |
| --- | ---------- | --- |
| H1, Aen het Klooster Straetje - Hoofdbraek - Loveren - De Boschcovensche Akkers - De Loversche Akkers - De Tommelsche Akkers - De Tommel - De Gierle Straat - De Reth - De Rethsche Akkers - Het Dorp - De Kapel Akkers - De Kastelein | 153,6448   | Har et hjørne fælles med enklave H2; er den største belgiske eksklave; indeholder 6 hollandske enklaver; består mest af boligområder med landbrug i yderområdet og et industriområde; grænsen går gennem mange bygninger. |
| H2, De Rethsche Akkers | 2,4116     | Landbrugsområde; grænser til enklave H1 i et enkelt punkt midt på en mark. |
| H3, De Rethsche Akkers | 0,3428     | Udgør en del af en mark; grænsen går gennem et skur. |
| H4, De Rethsche Akkers | 1,476      | Landbrugsomåde; grænsen går gennem et hus og tre skure. |
| H5, De Kapel Akkers | 0,9245     | Landbrugsomåde med en bolig. |
| H6, Hoofdbraek | 1,7461     | Blandet anvendelse; grænsen går gennem en fabrik. |
| H7, De Loversche Akkers | 0,2469     | Grænsen går gennem to boliger, heraf gennem fordøren på det ene hvilket giver huset to gadenumre: Loveren 2, Baarle-Hertog / Loveren 19, Baarle-Nassau.                                                                   |
| H8, Boschcoven - De Kastelein - De Oordelsche Straat | 41,8781    | Den næststørste belgiske ekslave, indeholder både boliger og landbrug; grænsen går gennem en lade, en bolig og to forretninger.                                                                                           |
| H9, De Kapel Akkers | 0,4005     | Grænsen går gennem et trykkeri i et industriområde. |
| H10, De Oordelsche Straat | 0,65       | Landbrugsområde. |
| H11, De Oordelsche Straat | 0,93       | Landbrugsområde. |
| H12, Boschcoven | 0,2822     | Landbrugsområde. |
| H13, Boschcoven | 1,5346     | Grænsen går gennem omkring 20 boliger. |
| H14, Boschcoven | 0,7193     | Grænsen går gennem omkring 13 boliger. |
| H15, Boschcoven | 1,7211     | Grænsen går gennem omkring 16 boliger. |
| H16, Keizershoek - Oordelsche Straat | 4,4252     | Grænsen går gennem et hus og tre skure, den skifter retning 3 gange inden i ét skur. |
| H17, Moleriet Heide | 14,9248    | Landbrugsområde. |
| H18, De Manke Gooren | 2,9247     | Landbrugsområde. |
| H19, De Peruiters | 0,6851     | Flere vandhuller og en mark. |
| H20, Wurstenbosch - Vossenberg | 1,1681     | Landbrugsområde. |
| H21, Baelbrugsche Beemden | 1,1845     | Landbrugsområde. |
| H22, De Wit Hagen | 0,2632     | Del af mark syd for landsbyen Ulicoten; nationaliteten var omstridt indtil 1995. |

### Hollandske enklaver
Disse tilhører Baarle-Nassau Kommune.
| Nummer og navn                                 | Areal (ha) | Noter |
| ---------------------------------------------- | ---------- | --- |
| N1, De Loversche Akkers – De Tommelsche Akkers | 5,3667     | Ligger i den belgiske enklave H1; blandede bolig- og landbrugsområder; grænsen går gennem en bygning.                          |
| N2, De Tommelsche Akkers                       | 1,3751     | Ligger i den belgiske enklave H1; 8 boliger.                                                                                   |
| N3, De Tommelsche Akkers                       | 0,2863     | Ligger i den belgiske enklave H1; grænsen går gennem en butik.                                                                 |
| N4, De Rethsche Akkers                         | 1,2324     | Ligger i den belgiske enklave H1; grænsen går gennem en lagerbygning.                                                          |
| N5, De Rethsche Akkers                         | 1,9212     | Ligger i den belgiske enklave H1; grænsen går gennem en butik, et skur og en lade.                                             |
| N6, Gierle Straat                              | 1,4527     | Ligger i den belgiske enklave H1; landbrugsområde med to bygninger.                                                            |
| N7, De Kastelein                               | 0,5812     | Ligger i den belgiske enklave H8; del af en mark.                                                                              |
| N8, Vossenberg                                 | 2,8528     | Ligger ikke i en anden enklave, men i et landbrugsområde i Zondereigen, Belgen, mindre end 50 m syd for den hollandske grænse. |